# Hammonia (personificación)

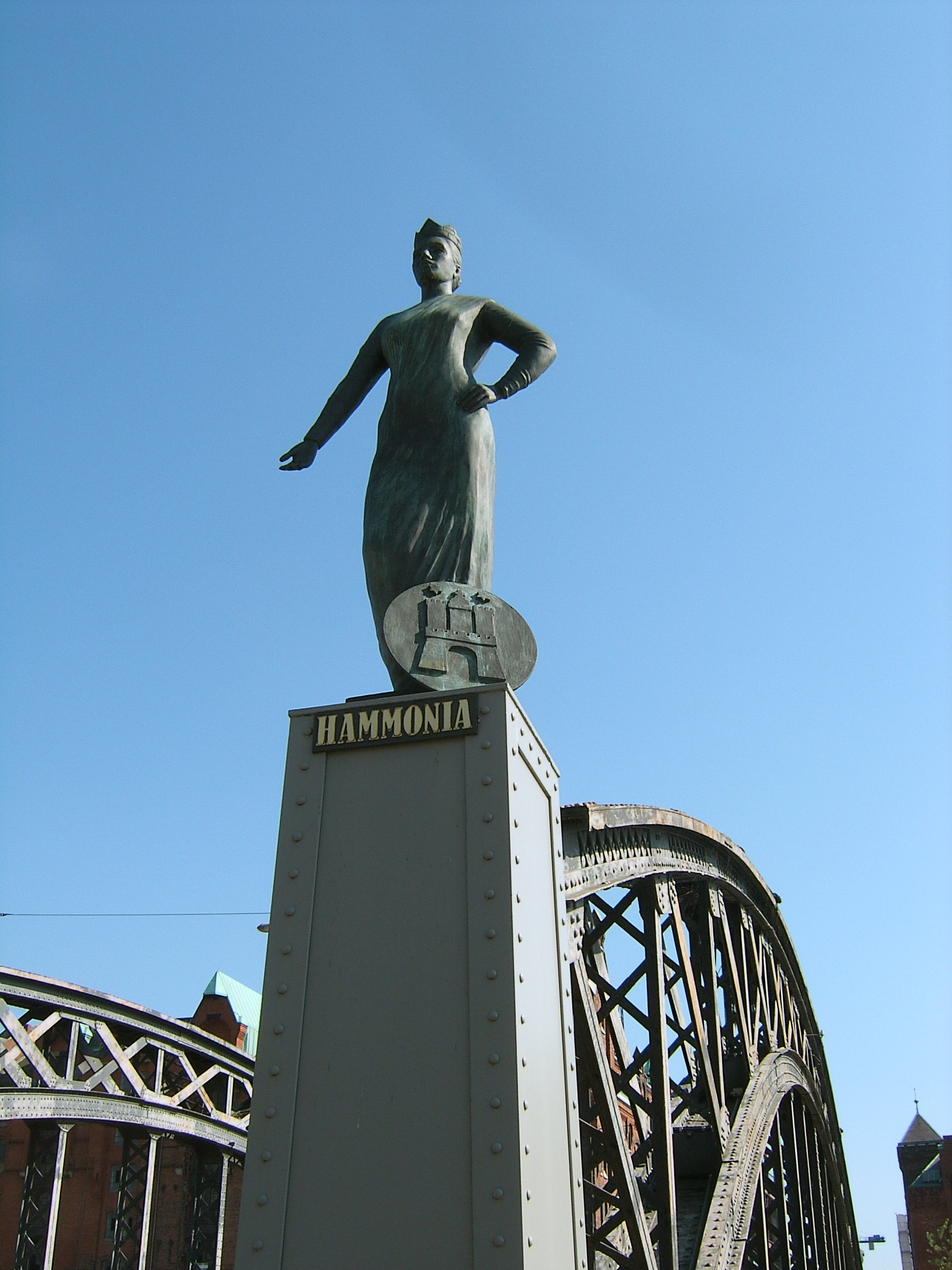
Hammonia Sobre el Brooksbrücke (puente de Brook) de Jörg Plickat (2003)

Hammonia es la personificación que representa a la ciudad de Hamburgo. El nombre Hammonia es representativo (como sinónimo) del nombre Hamburgo o bien puede referirse a la alegoría en sí.
Además del uso del nombre y su representación en el arte, numerosas asociaciones, empresas y productos también llevan su nombre y, por lo tanto, muestran solidaridad con Hamburgo. Barcos, un almacén en Mönckebergstrasse, Hammonia-Bad en Mundsburg, la categoría "Hammonia" en la liga regional de fútbol en Hamburgo y el asteroide Hammonia fueron nombrados de este modo.
A pesar del uso variado en los últimos siglos hasta la actualidad, el origen exacto no está claro, especialmente porque el nombre real de la ciudad en latín tal y como aparece en las crónicas medievales es principalmente Hamburgo o Hammaburgum.